# Genealogie der Steinway-Flügel
Diese Seite bietet einen Überblick über die Genealogie der Steinway-Flügel.

## Geschichte
Steinway & Sons fertigte in den ca. drei ersten Jahren ab 1853 ausschließlich Tafelklaviere. Diese waren in den USA noch weit länger im Gebrauch als in Europa, wo sie ab 1855 allmählich verschwanden und von den Hochklavieren, „uprights“, abgelöst wurden. Die Tafelklaviere erreichten auch in den USA mit den dreifach besaiteten und kreuzbesaiteten Versionen Größen, wie sie in Europa niemals gefertigt worden waren, und starben in den USA erst um 1900 aus – Steinway fertigte die letzten Tafelklaviere (manche sagen auch „Querflügel“) 1888.
Die ersten Flügel ab 1856 waren zunächst in der Konzertflügel-Größe (oberhalb 2,40 m, hier die ersten ca. 2,48 m lang). Anfangs waren sie noch gerade besaitet, d. h. noch nicht im Bass überkreuzt. Sie waren abgeleitet von dem damals weltweit als führend anerkannten Design der Firma Erard, Paris – die Konzertflügel, mit denen zum Beispiel Franz Liszt durch Europa tourte.
Die Flügel wurden in kurzer Zeit durch intensive Arbeit vorrangig der beiden „Henrys“, Vater Heinrich Engelhard Steinweg und sein technisch äußerst begabter dritter Sohn Henry Jr., verbessert und aus den Ursprüngen der Erard-Kopien in schneller Folge weiterentwickelt. Henry Steinway Jr. gilt, trotz seines frühen Todes mit nur 35 Jahren in 1865, als der Vater des modernen Flügels.
Henry Jr. und sein Vater bauten ab 1859 auch Flügel unterhalb der Konzert-Größe – die sogenannten Parlor Grands, Salonflügel für die bürgerliche Oberschicht. Sie hatten eine Länge von ca. 220 cm und waren die Vorläufer der ab 1878 mit dem Buchstaben „C“ klassifizierten Flügel. Die Konzertflügel wurden später mit dem Buchstaben D identifiziert. Frühe Identifikationen hießen „Styles“ und waren ein Mix aus Größenklassen und Gehäuse-Ausführungen.
Wesentliche Entwicklung von Henrys ältestem Bruder Theodor Steinweg, der nach Henrys Tod 1865 aus Deutschland nach New York zu Hilfe kommen musste, waren dann die Arbeiten des sogenannten „Vollpanzerung“, die Abdeckung des empfindlichen Stimmstocks durch die volle Gussplatte, sodann die Verbesserung der Spielmechanik, und die mit Hermann von Helmholtz zusammen entwickelte Duplexskala (ähnlich den Aliquot-Saiten beim Aliquotflügel). Letzte Änderungen waren die 1874 für Albert Steinway, den jüngsten Bruder, in den USA nach-patentierte Sostenuto-Pedal, und die im März 1875 von Theodor eingeführten Pilotenschrauben, die das Abbauen des Mechanikgestells oberhalb der Tasten eminent erleichterte. Diese Entwicklungen resultierten in dem kurz vor Weihnachten 1875 fertiggestellten Konzertflügeltyp „Centennial D“, die dann im Wettbewerb der Klavierbauer auf der „Centennial“-Weltausstellung in Philadelphia 1876 zur Feier der einhundertjährigen US-Verfassung die Preise erhielten.
1878 wurden zwei kleinere Flügeltypen auf die gleiche technische Basis gestellt, „Vollpanzer“, d. h. der Stimmstock ist unter der Gussplatte abgedeckt, Duplexskala, die verbesserte Spielmechanik und das Sostenuto. Diese Flügeltypen wurden „B“ (ca. 210 cm) und „A“ (ca. 182 cm) genannt.
Mit ihnen ging die allmähliche Ablösung des aus Holzplanken „segmentiert“ gebauten Gehäuses einher; Theodor hatte die im Möbelbau schon bekannte Gehäusefertigung in verleimten Dickten-Schichten, dicke Furniere, so adaptiert, dass ab 1878 zunächst die kleineren Flügelgehäuse der Modelle A und B in dieser Weise gefertigt wurden. Damit wurden erhebliche Kosten gespart und Ausschuss vermieden. Die Umstellung der größeren Flügel C und D vom constructed case (zusammengebautes Gehäuse) auf den sogenannten Rim erfolgte dann 1880.
Noch immer aber waren die C-Flügel eine alte Konstruktion der beiden „Henrys“ – Theodor Steinway, der nach Henry Jr. verantwortliche Techniker der Weiterentwicklung, mochte diese Flügel überhaupt nicht. Sie waren ihm weitaus zu aufwendig gefertigt. Theodor hatte schon vor 1865, von Deutschland aus in Briefverkehren mit Vater und Brüdern immer darauf hin zu wirken getrachtet, dass Steinway in die Fertigung von Hoch-Klavieren gehe und preiswertere Klaviere und Flügel ins Angebot nehme. Als er 1865 dann seiner Familie nach New York zu Hilfe kommen musste, brachte Theo sowohl vorbereitete Klavierkonstruktionen als auch mehrere Mitarbeiter seiner Braunschweiger Werkstatt mit.
Mit der Gestattung durch William, seinen jüngeren Bruder, Hauptanteilseigner und Chef des Unternehmens, ging Theo daran, die komplette Flügelfertigung in seinem Sinn umzugestalten. Die alten Designs von Vater Heinrich und Bruder Henry sollten verschwinden. Theo baute den C-Flügel noch auf den Rim um und spendierte ihm eine Vollplatte mit Stimmstockabdeckung. Immer noch aber hatte der Salonflügel C (Parlor Grand) nur 85 Tasten.
Eine der Änderungen, die sehr früh schon auf Theo Steinways Einfluss zurückgehen, war die wahlweise Lieferung einfacher gestalteter, schwarz seidenmatt lackierter Flügel ohne Palisander-Furnier, ohne die bis dato für Privatkunden gedachten Schnitzverzierungen und Bordüren – das Design plain, also schlicht und glatt. Zuvor waren ausnahmslos alle Flügel (und die Tafelklaviere) in braunen Hölzern furniert, zumeist „Rosewood“ (Palisander), und mit umfangreichen geschnitzten Bordüren sowie mit kunstvoll gestalteten, geschnitzten Beinen in S-Form („Löwentatzen“) ausgestattet. Das neue „glatte“ Design war mindestens bei den Salonflügeln ab ca. 1866 lieferbar. Die seidenmatte Lackierung wurden in mehreren Bürsten-Gängen aufgetragen, mindestens sieben Schichten, die jeweils drei bis vier Tage zum Trocknen benötigten. Die letzten zwei Schichten wurden nur von den erfahrensten Lackierern aufgebracht, kurz vor der Auslieferung. Zu jeder Zeit einer hohen Nachfrage waren in der Endfertigung bei Steinway bis zur Änderung auf Nitro-Lacke immer ca. 500 bis 600 Flügel und Klaviere allein zum Trocknen gelagert.
Theo Steinway arbeitete den Centennial-Flügel in den Jahren vor 1884 um zu einem erheblich leichteren Instrument, was Vorteile beim Bühnen-Handling bietet. Er änderte das alte, symmetrische Layout der fünf Saitenfelder von 17-18-18-18-17 Tönen pro Saitenfeld auf 20 Basstöne ab. Centennial D sind markant an den auch noch kupfer-umsponnenen unterkreuzten ersten sechs Tenortönen zu erkennen, die der moderne D-Flügel ab 1884 nicht mehr hat. Theo erleichterte auch wesentlich die eminent starke Gussplatte des Centennial-Flügels. Sein 1884 erschienener D-Flügel war dann fast 200 Kilogramm leichter geworden, im Vergleich zum Siegerflügel der Weltausstellung – unter Beibehalt der mit dem Centennial D erzielten Klangqualität. Man erkennt den Unterschied in der Seitenansicht daran, dass die Gehäuse der frühen Konzertflügel einschließlich des Centennial D eine Unterkante auf einem Niveau haben, derweilen der neuere Steinway D-274 nach hinten gestuft ist, das Gehäuse wird schlanker hinter der Spielmechanik, die Unterkante des Gehäuses nach oben versetzt. Der D-Flügeltyp von 1884 ist auch heute noch – fast unverändert, mit nur kleinen Detailmodifikationen – das Flaggschiff des Unternehmens.
Letzte Entwicklungsarbeit von Theodor Steinway war dann der zwei Jahre später erstmals mit den vollen 88 Tasten herausgekommene Flügeltyp C-227, der den vorigen „Parlor Grand“ 220 cm ablöste, der allerdings seit 1878 auch schon „C“ genannt worden war. Mit dem neuen C-227-Flügel betrachtete Theo seine Arbeit für New York als beendet, er zog sich nach Braunschweig zurück und starb dort drei Jahre später.
Aus den Jahren 1878 bis ca. 1930 gibt es eine Mehrzahl vor allem von A-Varianten auch mit im Detail unterschiedlicher Klanganlage. Größte Wertschätzung unter allen A erlangte die Variante A-3 mit 194 cm Gehäuselänge, die allerdings in den Verkäufen offensichtlich die teurere B-211-Größe zu sehr kannibalisierte und daher aus dem Programm genommen wurde.
Theo Steinways Neffe Henry Ziegler, Sohn seiner Schwester Dorothea (Doretta), war seit langen Jahren schon Theos Vertrauter und Rechte Hand gewesen. Erste eigenständige Arbeit des neuen Entwicklungs-Chefs Ziegler nach Theos Tod 1889 war die Erweiterung der „kleinen“ Flügelgrößen A und B von 85 Tasten auf 88, der in den Jahren 1892/93 stattfand. Seither schielt die Welt der Steinway-Käufer darauf, ob ein Flügel die vollen 88 Tasten hat, oder nur die vorigen 85.
In weiterer Folge entwickelte Henry Ziegler einen noch kleineren Flügel, der unter dem abweichenden Buchstaben „O“ dann 1900 herauskam. Ziegler nannte diese Entwicklung „Miniature Design“. Aus dem O-Design wurden später weitere Verkürzungen abgeleitet, die die Aufteilung der Saitenfelder jedoch mit dem O-Flügel ident hatten. Mit den Größen M-170 (1911) und dann S-155 (1935) wurde die untere Grenze erreicht, die als „echte Steinway-Flügel“ gelten – im Gegensatz zu den heutigen Boston- und Essex-Flügeln günstigerer Preislagen, die hier in dieser Auflistung der Genealogie der Steinway-Flügel keine Rolle spielen.
Es gibt somit zunächst eine zeitliche Entwicklung von großen zu kleineren Flügeln. Erst gab es nur eine Größe, den Konzertflügel. Dann gab es zwei Größen, den Konzertflügel und den Salonflügel, dann die kleineren A- und B-Größen, sämtlich Arbeiten, die bis 1886 abgeschlossen waren. Sodann gab es zusätzlich nach 1900 die drei Typen noch kleinerer Flügel O, M und S des „Miniature Designs“. Dem O-Typ im Wechsel hinzugesellt wurde noch der Typ L, der eine Version des O mit verbreitertem Flügelende und besseren Klangeigenschaften ist und nur in New York phasenweise gefertigt wurde. Im Gegensatz hierzu ist der heutige C-227 ein Flügel, der seit Langem nur noch in Hamburg hergestellt wird.
im Wesentlichen sind dies drei Klassen Steinway-Flügel, die sich an Merkmalen ihrer Klaviatur-Aufteilung und Aufteilung der Saitenfelder unterscheiden, und die innerhalb ihrer Klassen auf die gleichen Spielmechaniken, Klaviaturen zurückgreifen.
| Typ   | Größe | Saitenfelder | Basstöne | Klaviatur |
| D     | 274   | 5            | 20       | CD        |
| C     | 227   | 5            | 20       | CD        |
| B     | 211   | 4            | 20       | AB        |
| A     | 188   | 4            | 20       | AB        |
| O / L | 180   | 4            | 26       | OMS       |
| M     | 170   | 4            | 26       | OMS       |
| S     | 155   | 4            | 26       | OMS       |

Von den Typen M und O wurden dann in der Zusammenarbeit mit den Anbietern von Player-Roll-Pianos Flügel bei Steinway & Sons vorgefertigt, die im Wesentlichen aus der Klanganlage des M und dem etwas längeren Gehäuse des O bestanden, um Platz zu geben für den Einbau der pneumatischen Spieleinheit zwischen Klaviatur und Klanganlage. Die Spielmechaniken erhielten wesentlich längere Tasten in Konzertflügellänge, jedoch nachteiligerweise eine Ansteuerung der Fänger, die die Spieleigenschaften beim Selbstspiel ohne Pneumatik verschlechtern.
Die folgende Liste der Entwicklung der Flügel über die Jahre ist grob nach den Ären der jeweiligen Firmenpräsidenten und -Eigentümer geordnet.

## Flügeländerungen nach Jahren

### Hinweise
- A, B, C, D sind Flügelgrößen, entsprechend ca. 188, 211, 227, 274 cm Länge.
- Konzertflügel sind bei Steinway Flügel mit Längen von ca. 248–274 cm im Serienbau. Parlor Grands sind ca. 220 cm lang.
- Die Hamburger Fertigung unterscheidet sich mit teils kleinen Abweichungen von der Produktion in New York.
- SN# = Seriennummer aus dem Number Book, der kontinuierlichen Aufschreibung der Nummernvergabe bei der Endfertigung kurz vor Lieferung. Die in den Tabellen angegebenen Nummern wurden irgendwann im Lauf des jeweiligen Kalenderjahres erreicht.

### Überblick: Meilensteine
| Jahr    | Größen | Verantwortlicher Entwickler           | Ereignis, Neuerung                                                  |
| 1856    | D      | Henry E. Steinway, Henry Steinway Jr. | Konzertflügel ca. 248 cm                                            |
| 1858    | D      | Henry Steinway Jr.                    | Bassüberkreuzung                                                    |
| 1859    | C      | Henry Steinway Jr.                    | Semikonzertflügel „Parlor Grand“ ca. 220 cm                         |
| 1863    | D      | Henry Steinway Jr.                    | 88 Tasten                                                           |
| 1863    | C D    | Henry Steinway Jr.                    | Entfall Geradsaiter                                                 |
| 1865    | D      | Henry Steinway Jr.                    | Entfall 85 Tasten                                                   |
| 1870    | B      | Theodore Steinway                     | Neue Größe „Monitor Grand“ ca. 210 cm                               |
| 1872    | C D    | Theodore Steinway                     | Metallrohre für Mechanikgestell                                     |
| 1875    | D      | Theodore Steinway                     | Abgedeckter Stimmstock, Duplex, Pilotenschrauben, Sostenuto         |
| 1876    | D      | Theodore Steinway                     | Centennial-Wettbewerb                                               |
| 1878    | A B    | Theodore Steinway                     | Rim-Flügel aus verleimten Dickten, neue Größe A, anfangs ca. 182 cm |
| 1879    | C      | Theodore Steinway                     | Abgedeckter Stimmstock                                              |
| 1880    | C D    | Theodore Steinway                     | Rim aus Dickten                                                     |
| 1881    | C D    | Theodore Steinway                     | Entfall aller „gebauten“ Gehäuse                                    |
| 1884    | D      | Theodore Steinway                     | Moderner D-274                                                      |
| 1886    | C      | Theodore Steinway, Henry Ziegler      | Moderner C-227                                                      |
| 1892/93 | A B    | Henry Ziegler                         | 88 Tasten                                                           |
| 1900    | O      | Henry Ziegler                         | Neue Größe O-180                                                    |
| 1911    | M      | Henry Ziegler                         | Neue Größe M-170                                                    |
| 1935    | S      | Paul Bilhuber                         | Neue Größe S-155                                                    |

### 1853–1871: Ära Heinrich Engelhard Steinway
| Jahr SN#     | Änderungen, Neuerungen |
| 1853 #483    | März Firmengründung In den Jahren bis 1860 gab es mehrere Werkstätten und einen Holzlagerplatz im Süden Manhattans. Die genaue Anzahl der genutzten Werkstätten ist nicht mehr nachvollziehbar. |
| 1856 #1000   | Erstes Paar gerade besaiteter (Konzert-)Flügel, 85 Tasten #791 und 792. Konzertflügel haben oft „Pärchen-Nummern“ konsekutiver Fertigung, wenn sie nicht nur parallel gefertigt wurden, sondern auch hintereinander in das Number Book eingetragen werden und dann das Unternehmen verlassen. |
| 1858 #2000   | Erster bassüberkreuzter Flügel #2207. Die Bassüberkreuzung wird als das große Merkmal des Flügelbaus von Henry Steinway Jr. angesehen. Ein Jahr später erhielt er das Patent darauf. Es gab sie schon früher bei Tafelklavieren, aber erst die fortschreitende Fertigungstechnik sowie Henrys Kontakte in die New Yorker Gießereien und sein Beharren lösten diese Aufgabe. Mit der Bassüberkreuzung kann der Steg zum Anregen des Resonanzbodens hinten im Flügel in die Mitte rücken und damit freier schwingen. |
| 1859 #3000   | Erster Parlor Grand #2485 (Salon-Flügel, kleiner als ein Konzertflügel, in der Größenklasse 220 cm). Salons, bestückt mit einem Salonflügel, dem Parlor Grand, waren im aufkommenden Großbürgertum sehr begehrt als Zentrum gesellschaftlichen und familiären Lebens. Nach 1860 waren Konzertflügel den meisten Haushalten per Größe entwachsen. |
| 1860 #5000   | Eröffnung der neuen Fabrik im damaligen Norden Manhattans, 52. Street südlich des Central Parks an der 5. Avenue. Sie wird 1909 nach Eröffnung der Dittmars Plant verkauft. |
| 1863 #7000   | Erster Konzertflügel mit 88 Tasten #7894 |
| 1864 #9000   | Letzter gerade besaiteter Flügel #9214 |
| 1865 #11.000 | Letzter Konzertflügel mit 85 Tasten. Alle Steinway-Flügel aus den Jahren bis 1886, die volle 88 Tasten haben, müssen demzufolge Konzertflügel sein, mit Längen von 248 bis 274 cm. Ab 1886 haben auch die C-Flügel 88 Tasten, ab 1893 alle New Yorker Flügel, und ab 1906 alle Steinway-Flügel, auch die in Hamburg gefertigten. |
| 1869 #17.000 | Erster Parlor Grand #19.434 mit abgedecktem Stimmstock, Versuchsausführung. Dezember Patentanmeldung des Mechanik-Metallgestells mit verlöteten Messingrohren und Holzdübeln |
| 1870 #21.000 | „Monitor Grand“ #25.006, erste „Cupola“-Platte mit abgedecktem Stimmstock, experimenteller Vorläufer des B-Flügels, sieben Exemplare sind bekannt. Die Stimmstockabdeckung ist das markante Merkmal derer Flügel, die von Theo Steinway verbessert oder neu entworfen wurden. „Monitor Grand“ war in der weiteren Folge eine beworbene Verkaufsbezeichnung, jedoch waren diese (im Vergleich zum Salonflügel kürzeren) Flügel (ca. 210 cm) bis 1878 mit einem konventionellen, offenen Stimmstock ausgerüstet.     |

### 1871–1896: Ära William Steinway
| Jahr SN#     | Änderungen, Neuerungen |
| 1872 #25.000 | Erste Flügel mit compression bar, einer einstellbaren Druckleiste in der Bass-Sektion des Resonanzbodens. Diese Änderung, mit einer Leiste mit Druckschrauben den gewölbten Resonanzboden einstellbar in Längs- und Querrichtung zu machen, war nur von kurzer Dauer. Nach Einführung des Centennial-Typs 1875/76 kamen Probleme auf, dass die immer höheren Saitenspannungen den Resonanzboden zum Einfallen brachten. Man erkennt eingefallene Resonanzböden an dem unzureichenden Stegdruck, dem Hochdrücken der Saiten am Steg. Es gibt einen Briefwechsel zwischen Theo und William, in dem der ältere Bruder den jüngeren warnt, dass hierzu Reklamationen kommen könnten. 1878 verschwand daher dieses Detail wieder. Steinway-Flügel sind „auf Spannung“ gebaut. Dies und die Nutzung von Holz als Naturwerkstoff ist der Grund für das breite Spektrum verschiedener Klangeigenschaften neuer Flügel. |
| 1873 #27.000 | März: Betriebsbeginn der Gießerei Rikers, Queens als einer der ersten Astoria-Betriebsteile. Anfangs kommen die Klaviaturen und der Guss aus der Rikers Plant. Theo Steinway hatte eine besondere Mischung des im Prinzip sonst einfachen Graugusses ausprobioert, der sich mit einer doppelt so hohen Festigkeit auszeichnete. Er erreicht dies mittels Zugaben von Schwefel und Mangan. Die eigene Gießerei erweist sich als extrem nützlich zur weiteren Entwicklung mehrerer Flügelmodelle. Die Rikers Plant ist noch heute der Fertigungsstandort in New York City. Der Gießereibetrieb wurde jedoch 1940 aufgegeben, nachdem in Gießereien allgemein (nicht in der Steinway-Gießerei) Silikose als Berufskrankheit erkannt wurde und die New Yorker Behörden scharf gegen Gießereien vorgingen. |
| 1875 #31.000 | Sostenuto-(US-)Patent. Das Sostenuto (Tonhaltepedal, ohne Beeinflussung der danach gespielten Töne) war eine französische Erfindung von Boisselot & Fils, Marseille. Der jüngste Bruder Albert Steinway verbesserte es und ließ es sich in New York patentieren. Bis 1875 zeigen die Schmuckflügel an den Lisenen die Einkerbung der Vertikalen, wie sie charakteristisch auch die Flügel von Erard haben. Die Lisenen-Gestaltung, und in früheren Jahrzehnten auch das Aussehen der Tasten-Vorderkante, war in alten europäischen Zunft-Zeiten ein streng gehütetes Echtheits-Merkmal. Jeder Klavierbauer hatte seine eigene Handschrift in diesen Schmuckdetails. Steinway war weit genug weg von den Franzosen, mussten daher nicht fürchten, für Kopien europäischer Flügeldetails belangt zu werden. Die Lisenen a la Erard kann man auch als Verbeugung der Brüder Steinway vor der Kunst von Erard betrachten, deren Flügel 1856 als Vorlage für die ersten Steinway-Flügel dienten. Genau die gleiche Lisenen-Ausführung ist auch an den Flügeln der Braunschweiger Fertigung von Grotrian-Helfferich-Schulz, Th. Steinweg Nachf., bis ca. 1875 zu sehen. Die Verträge Theo Steinwegs zum Verkauf seiner Braunschweiger Anteile sahen vor, dass seine Nachfolger Zugriff auf die New Yorker Designs haben sollten und auch das Recht, die Nachfolge Th. Steinweg auf zehn Jahre (1865–1875) werblich zu nutzen – Vertrags-Passagen, die jahrzehntelang für Rechtsstreitigkeiten der Fa. Steinway & Sons mit Grotrian-Steinweg führten. Es gibt sogar einige Flügel aus Braunschweig aus der Zeit des Vertrags-Auslaufs, die in ihrer Tastenklappe die wagemutige Bezeichnung tragen: „Steinway & Sons, New York, Braunschweig“ – wo wohl der Wunsch, zu Steinway & Sons zu gehören, der Vater des Gedankens war. Es waren wilde Zeiten. Patente wurden ignoriert oder umgangen (Sostenuto), Patente wurden verteidigt, weder die Steinway-Brüder noch ein Teil ihrer Konkurrenten waren in dieser Beziehung besonders zögerlich. Vice versa sah man, dass die von New York nach Hamburg entsendeten oder die ab 1880 in Hamburg für den deutschen oder französischen Markt gebauten Flügel nur zwei statt der drei Pedale hatten; das Sostenuto war weggelassen. Man fürchtete, dass die französische Firma Boisselot & Fils, die das Sostenuto erfunden hatte, oder deren Händler Ärger machen könnten. Also ließ man vorsorglich das Sostenuto-Pedal beiseite. Lieferungen gen England hatten es durchaus. Der Kämpfer auf Seiten Steinway & Sons war William. Er war derjenige, der für das Marketing, den Schutz des Firmennamens, die technischen Entwicklungen und Vorteile für das Unternehmen verantwortlich war. Sein Bruder Theo hingegen hatte zeitlebens einen entspannten Umgang mit seines verstorbenen Ex-Partners (Grotrians) Sohn. Man war im selben Wander- und Museumsclub bei „den ehrlichen Kleidersellern zu Braunschweig“, unter den Honoratioren der Löwenstadt. Erster Flügel mit Pilotenschrauben #32.227, ab #33.219 alle Flügel mit Piloten Erste zwei Centennial D #33.449 und #33.610 (Tagebuch W. Steinway, 25.12.1875) Die Geburt des modernen Konzertflügels. Der erste Centennial D wurde später dann, 1896 nach Hamburg geliefert und ist dort verloren gegangen. Der zweite Centennial existiert und dient der kalifornischen San José State University im spielbereiten Zustand, ist allerdings um 2012 mit einem neuen Resonanzboden ausgerüstet worden. Der ursprüngliche Resonanzboden wurde aufbewahrt – er besteht aus einem heutzutage nicht mehr lieferbaren, haltbaren und kostbaren Klangholz, der Appalachen-Weißfichte. |
| 1877 #35.000 | Erster Parlor Grand (C-Vorgänger) mit Cupola (Stimmstockabdeckung) #35.340 |
| 1878 #40.000 | Beginn der Benutzung von Buchstaben A–D für die Flügelgrößen. Erste Flügelgrößen A und B #37.879 und #37.905 schon mit Cupola, Duplex und Sostenuto, jedoch noch mit zusammengebautem (Sektional-)Gehäuse, kein Rim. Letzter kleinerer Konzertflügel 257 cm (ohne Capo d’Astro, offener Stimmstock) #38.186. Die Jahre 1876 bis 1878 waren die einzige Zeit in der Unternehmensgeschichte, in der es zwei Konzertflügel zur Wahl gab. Der einfachere Konzertflügel hatte das alte Design mit offenem Stimmstock, ohne Duplexskala, und kostete 1.500 US-Dollar. (Ein solches Exemplar von 1878 mit Palisander-Schmuck steht – 2012 noch falsch datiert auf 1869 – im Wilhelmsbau des Technik-Museums Speyer). Der große Konzertflügel, der Centennial(-D) kostete hingegen 1.800 US-Dollar. Nach Verschwinden des einfacheren Konzertflügels wurden nur noch die Salonflügel kurzzeitig mit offenem Stimmstock gebaut. Erster C (Parlor Grand) mit Capo d’Astro (statt Agraffen) #38.675, noch mit Sektionalgehäuse Letzter Monitor Grand (B-Vorläufer) #38.890 November: erste B mit Rim (Gehäuse aus verleimten Dickten) #39.692 und #39.775 |
| 1879         | Letzte Parlor Grand C mit offenem Stimmstock #38.532 und #38.554 Danach hatten alle Steinway-Flügel den abgedeckten Stimmstock. Letzte B-Flügel mit Sektionalgehäusen #38.987 und #39.003. Sektionalgehäuse erkennt man an den Eckleisten hinten an Bass- und Diskantwand. Die Rim-Flügel sind an diesen Stellen ohne Eckleiste und sanfter gerundet. (Das Wort Rim ist verfänglich, da andere englischsprachige Klavierbauer jegliches Gehäuse als Rim bezeichnen, gleich in welcher Fertigungstechnik. Genauer ist es, vom Contiguous Rim zu sprechen, von der durchlaufend geschwungenen, ecken-gerundeten Gehäusewandung.) Nach September haben alle Flügel Regulierschrauben an der Unachorda-Klaviaturverschiebung. |
| 1880         | Erster Centennial D mit Rim #43.644 Erster C-Flügel mit Rim #43.791 Oktober: Eröffnung der Fabrik in Hamburg-Altona, Schanzenstraße (im Folgenden „Hamburg“). Eigentümer waren zunächst Theo und William Steinway, später wurden die Hamburger Geschäftsanteile in das New Yorker Unternehmen eingebracht und verschmolzen. Erster B-Flügel (als Bausatz) nach Hamburg verschickt #42.877 Designwechsel der viktorianischen fancy grands (Zierflügel): Die cabriole legs (Löwentatzenbeine) verschwanden. Neues Design war das Hydrant Post Legs (Hydrantenbeine-Design) mit gedrechselten Beinen plus Längsrillen. |
| 1881 #45.000 | Kontinuierliche Datums-Aufzeichnungen der Gießerei. Der Beginn zuerst noch unkontinuierlicher Gussdaten war 1876. Letzte C-Flügel mit Sektionalgehäuse #42.741 und #42.755 Letzte Centennial D mit Sektionalgehäuse #43.351 und #43.372. Die Gehäuse aller Steinway-Flügel bestehen seither aus verleimten Dickten, erkennbar an den Rundungen am hinteren Ende der Bass- und der Diskantwand ohne abgesetzte Eckleisten, siehe oben 1879. |
| 1883 #50.000 | C mit neuer Platte #47.631 A mit neuer Platte #49.461 B mit neuer Platte #49.262 |
| 1884         | Erste C-Flügel in der Länge 222 cm #49.053 und #49.054 – immer noch 85 Tasten Letzte Centennial D #50.735 und #50.961 Erster D-Flügel nach aktueller Bauweise #51.257. Dies bedeutet, dass der D-Flügel, Topmodell von Steinway, seit nun über 130 Jahren fast unverändert „hightech“ bei Musikinstrumenten ist. Nur die Cremonenser Violinen werden heutzutage noch länger technisch unverändert gebaut und genutzt. |
| 1885         | Erster B mit Double Cupola #52.807 Einführung der metallischen Lyra-Fußplatte (antifriction trapwork). Ein markantes optisches Merkmal; ein Flügel mit Messingplatte an der Lyra muss demzufolge jünger sein als 1884, oder er ist nachträglich verändert worden. |
| 1886 #55.000 | Letzte C-Flügel des „Henry“-Design-Ursprungs von 1862 mit 85 Tasten #54.358 und #56.306 Erster C-227 aktuellen Designs mit 88 Tasten, 20 Basstönen #58.952 (als Bausatz nach Hamburg) Verkürztes D-Design, letzte technische Entwicklungsarbeit von Theodor Steinweg, der sich hiernach ins Privatleben nach Braunschweig zurückzog und dort 1889 starb. Der C ist unter Kennern auch als the most gay Steinway bekannt (der „schwulste“ oder aber der fröhlichste aller Steinway-Flügel) – weil er nicht den tragenden bis schneidenden Klang des D habe, sondern einen sanfteren Ton. Klarer Vorteil des C ist, dass er die gleiche Klaviatur, Mechanik und Hammergewichte wie der D hat und somit die ideale Trainingsmaschine ist für alle Profi-Pianisten, die einen D-274 nicht stellen können oder bezahlen möchten. Konzertpianisten finden auf dem C die gleichen Spielverhältnisse wie beim D vor. Auch ist seine Platte wie beim D eine fünffach auf Saitenfelder segmentierte, im Gegensatz zu den kleineren Flügeln mit nur vier Saitenfeldern, was manche Profis als „Spielzeug“ diskreditieren. Die korrekte Bezeichnung für den C-227 ist „Semikonzertflügel“. Ein C-227 ist äußerst selten zu finden, unter anderem weil er entscheidend teurer ist als ein B-211. Der „Traumflügel“ aller privaten Klaviermöger ist ganz offensichtlich der B-211. Dessen Gebraucht-Preise sind klar die höchsten, noch deutlich vor den Konzertflügeln. |
| 1887 #60.000 | Fertigung letzter Tafelklaviere, mit denen Steinway 1853 begonnen hatte, #61.612 und #62.872. 1888 verschwanden sie aus dem Steinway-Katalog. |
| 1889 #65.000 | Rosewood (Palisander) ist nicht mehr die Normalausführung, kostet seither Aufpreis. |
| 1890         | Mahagoni, amerikanische Walnuss, amerikanische Eiche und englische Eiche als Ausführungs-Klassifikationen für fancy grands (Klaviere in besonderer, geschnitzt-verzierter Gehäuseausführung) werden kostenrechnerisch bewertet von Frederic Steinway, dem späteren Präsidenten. Letzte Auslieferung von fünf Tafelklavieren aus dem Lagerbestand. Es gab Anfang des 20. Jahrhunderts eine Jahresversammlung der US-Klavierbaufirmen. Das offizielle Ende der Tafelklaviere sollte mit einer Feier begangen werden. Die Fabrikanten waren eingeladen, jeweils eines oder mehrere der mittlerweile nahezu unverkäuflich gewordenen Tafelklaviere mitzubringen. Sie wurden zu einem über zwölf Meter hohen Haufen aufgeschichtet – und dann feierlich verbrannt. |
| 1891 #70.000 | Nach Schließung des Konzertbetriebs in der Steinway Hall (wegen neuer Carnegie Hall): Endfertigung von Flügeln (Polieren, Regulieren, Intonieren) nun in der Steinway Hall 14th Street (anstelle Fabrik 52th Street) Erste B mit 88 Tasten #73.212 und #73.226 |
| 1892         | Letzter D mit Capo d’Astro für die Noten 36–53 #69.930 Erster D mit Agraffen für die Noten 36–53 #69.932 Erster A mit 88 Tasten #74.766 Letzte B mit 85 Tasten #75.473 und #75.527 Letzter Flügel mit dem 1860er Design der durchbrochenen Notenständer #77.871 |
| 1893 #75.000 | Letzte A mit 85 Tasten #76.040 und #76.043 |
| 1896 #85.000 | Erster A-2 (ca. 188 cm) mit breitem Ende analog B-Flügel #85.985 |

### 1896–1919: Ära Charles H. Steinway
| Jahr SN#               | Änderungen, Neuerungen |
| 1897                   | Letzte A-1 nach altem Layout #88.159 und #88.163, sowie die Art-Case-Flügel #88.836 und #88.837 Art Cases („Kunstgehäuse“) waren im Vergleich zu den früheren viktorianischen Gehäusen nochmal wieder weitaus aufwendiger gestaltet. Teils wurden die Flügel in den Steinway-Werken von den Mitarbeitern der Familie Ayuso, Vater und zwei Söhnen, aufwendig geschnitzt. Teils waren externe Künstler und Designer für das Schmücken von fertiggestellten Flügeln beauftragt, oder aber erhielten leere Gehäuse zum Umbauen, in die dann Steinway nachträglich die Klanganlagen einbaute. Die Art-Case-Pianos hatten nicht selten drei- bis zehnfache Kosten im Vergleich zu einem normalen Flügel. Es gab bestimmte Zeiten der Ölbarone (Rockefeller) und Eisenbahnbarone (Andrew Carnegie) sowie der Bankiers (Chase Manhattan), deren Häuser auf Long Island nicht für vollständig eingerichtet galten, wenn nicht auch ein speziell schmuckverzierter Steinway-Flügel im Wohn- und Gesellschaftsraum stand. |
| 1900 #95.000           | Erster O-Flügel #96.766 Aufkommen des „Sheraton-Designs“ der Lisenen, zuvor schon an einigen Art Cases. |
| 1902 #105.000          | Eröffnung der Ditmars-Fabrik auf einem Hügel ca. drei Kilometer südlich der Rikers Plant, abseits der Feuchte unten am East River. Nach dem Ankauf der Ditmars Plant wurde die Manhattan-Fabrik von 1860 an der 5th Avenue Ecke 52. Street entbehrlich und mit hohem Profit verkauft. Die Ditmars Plant wurde in den Folgejahren noch um mehrere Stockwerke erhöht, jedoch 1958 wieder verkauft. D-Flügel mit Art Case für das Weiße Haus #100.000 |
| 1904 #110.000          | Letzter O mit geradem Basssteg (bis ca. #108.000?) |
| 1905 #115.000          | Letzter A mit Long Scale bis ca. #117.000? Erster A mit Short Scale ab ca. #117.000? Long scale und short scale sind Bezeichnungen zur Auslegung der Klanganlage und zum Vergleich verbesserter Flügeltypen. |
| 1906 #120.000          | Die Fertigung in Hamburg ist nun autark, nicht mehr weiter von Zulieferungen aus New York abhängig. |
| 1907 #125.000          | Andere Beine (Design Nr. 14) und Lyren für A und B |
| 1908 #130.000          | Vertrag mit M. Welte & Söhne über Player-Roll-Instrumente, zunächst Klaviere |
| 1909 #135.000          | Vertrag mit Aeolian über Player-Roll-Instrumente, zunächst Klaviere: - Steinway fertigt nicht selber Player-Instrumente, sondern liefert vorbereitete Instrumente zum Player-Ausrüsten an Aeolian - Steinway beliefert ab 1910 M. Welte & Söhne nicht mehr. - Vertragslaufzeit 25 Jahre |
| 1910 #140.000          | Sheraton Design Sketch #380 wird reguläres Design der New Yorker Instrumente. Die O-Flügel haben das Design, erkennbar an der eckigen Tastenklappe, seit Anbeginn 1900. Seither werden die New Yorker Instrumente von den Hamburger Instrumenten zuallererst an der eckigen Tastenklappe unterschieden, obschon es auf Wunsch auch wahlweise das andere Design gibt. Dies spielt insbesondere eine Rolle bei der zu bestimmten Zeiten deutlich höheren Wertschätzung, die die Hamburger Instrumente mit ihren gerundeten Tastenklappen im Vergleich zur New Yorker Produkten hatten. Erster A mit Sheraton #142.062 Erster B mit Sheraton #143.258 Erster O für Aeolian #141.041 |
| 1911 #145.000 #150.000 | Erster A-2 an Aeolian #145.653 Erster M-Flügel, verkürztes O-Layout #150.293 |
| 1913 #160.000          | Erste A-3 (ca. 194 cm) #161.865 und #163.422 |
| 1914 #165.000          | Erste M für Aeolian #168.454 und #169.538 |
| 1917 #180.000 185.000  | Letzter A-2 für Aeolian #185.531 |
| 1918 #190.000          | Erster A-3 für Aeolian #191.001 |

### 1919–1927: Ära Frederick T. Steinway
| Jahr SN#               | Änderungen, Neuerungen |
| 1920 #200.000          | Tastenklappen an D mit „hinged front flap“ Erster D an Aeolian #196.923 B im Chippendale-Design #200.000 |
| 1923 #215.000 #220.000 | Änderung am Sheraton Design: Nun keine „Nische“ an den Lisenen mehr, sondern eine durchlaufende Kurve bei A und B; die Nische bleibt zunächst an den C- und D-Flügeln. Erster L-Flügel für Aeolian #217.991 (L ersetzt O) Letzter O-Flügel für Aeolian 220.723 |
| 1924 #225.000          | M-Lisenen in einer Kurve ohne Nische Name XR bei Aeolian, nicht mehr MR Letzter normaler O-Flügel #227.471 Letzter Art-Case-O #251.019 O mit gekurvtem Basssteg weiterhin in Hamburg Ab 2005 auch wieder O-Flügel in der Produktion New York                   |
| 1925 #230.000 235.000  | Ende der alten Lackierungstechnik ca. mit #232.400 |
| 1926 #240.000          | Hammerkerne in der Mitte aus Mahagoni, im Diskant Walnuss Änderung der Spieltiefe von 0,375‘‘ auf 0,390‘‘ Erste M in Hamburg, #238.685 und #243.015 |

### 1927–1957: Ära Theodore E. Steinway
| Jahr SN#               | Änderungen, Neuerungen |
| 1927 #250.000 #255.000 | Furnier zwischen Tastenholz und Celluloid-Front entfallen Neue Flügelstütze mit ausklappbarem „Kleiderhaken“ (kleine Deckelstütze) Umstellung vernickelter Teile auf Messing |
| 1928 #260.000          | Konstruktionsänderung der Platten und Agraffen, neue sind mit * markiert |
| 1931 #271.000          | Entwicklungsstart für den S-Flügel Letzte Flügel an Aeolian |
| 1932 #273.000 #274.000 | Erste Gehäuse für S-155 Erster Flügel mit Accelerated Action #274.919 |
| 1933 #275.000          | Vertrag mit Aeolian beendet August: Wiedereröffnung der New Yorker Fabriken nach der Großen Depression |
| 1934 #278.000          | Änderung der Lyra Prototyp S-155 #289.977 |
| 1935 #279.000          | Rim-Höhe der A- und B-Flügel reduziert auf das Maß des O-Flügels Erste Flügel des Typs S-155 #280.900 und 280.968 S und M ohne Schlösser |
| 1936 #281.000 #284.000 | Patente für „Accelerated Action“ und für das „Diaphragmatic Soundboard“ Die Accelerated Action (beschleunigte/schnellere Mechanik) geht auf eine Anregung des Pianisten Józef Hofmann zurück, der auch Erfinder war. Entscheidender Punkt bei der Umsetzung, die für den Cheftechniker Paul Billhuber patentiert wurde, war die Abrundung des vorderen Waagebalkens, um den sich die Flügeltaste dreht. Mittels dieser Änderung sollte bei schnellen Repetitionen, Tonwiederholungen der Anschlag bis zu 14 % schneller erfolgen können. Diese Änderung fand nur in den New Yorker Flügeln Eingang. Das „diaphragmatic soundboard“, der in den Ecken und Kanten dünner geschliffene Klangboden, erlaubt ein etwas freieres Schwingen des Resonanzbodens – mit der Gefahr, dass die schwächere Auflage des Resonanzbodens zu einer etwas früheren Ermüdung führen kann. Dieses Design des kugelförmig überhöhten Klangbodens ist – trotz seiner genialen, hoch kompetenten Auslegung durch den jungen Henry Steinway um 1860 – ein prinzipieller Punkt hoher Sorge im Flügeldesign. Hier geschieht das typische Abwägen, eine Grenzgängerei – zum Erhalt eines Vorteils muss man bereit sein, bei anderen Parametern Sicherheit aufzugeben. Man kann die Schwächung vermeiden, entweder indem man die Überhöhung nicht baut, oder aber indem man den Resonanzboden dicker macht – was sein freies Schwingen hindert. Ohne Überhöhung benötigt man eine andere Anbindung der Saiten an den Steg. Und die Fokussierung, das weite Tragen des Flügelklanges, leidet ohne die „Projektion“, die ein gut gewölbter Resonanzboden in Verbindung mit möglichst hohen Saitenspannungen hat. August: Pilotenschrauben wieder senkrecht in der Taste (statt unter 68 Grad). Anmerkung: es fehlt ein Datum, ab wann zuvor die Neigung der Pilotenschrauben auf 68 Grad geändert worden war. Letzter New Yorker C-Flügel #285.748 |
| 1937 #289.000          | Entfall aller Schlösser, es sei denn in Sonderbestellung Reduzierte Höhe der Deckelstütze auf 27,5 Zoll, Konzertausführung des B bleibt bei 30 Zoll, D bei 33 Zoll Weiße Elfenbein-Tasten ohne überhängende Vorderkante |
| 1938 #290.000          | Absenkung der Rim-Höhe bei S und M September: Zweiter Art-Case-D-Flügel #300.000 als Geschenk an das amerikanische Volk für das Weiße Haus |
| 1939 #294.000          | Änderung der Flügelbeine mit Ausnahme des D. Alt: Design-#9, neu: L-Beine Erste Louis-XV-Flügel Design Nr. 1056, S. #296.915 und #298.503 |
| 1940 #300.000          | Änderung der Notenpulte bei S, L und M gemäß Design-Nr. 320 Ende des Jahres enden Tastenmacherei und Gießereibetrieb in der Rikers-Plant. |
| 1946 #319.000          | Wiederaufnahme der Produktion nach dem Weltkrieg Erste „Georgian“ B #319.831 und #322.899 (Gehäuse-Stil) Davor werden in der Produktionsstatistik Stile bei Klavieren benannt, Namen „Chippendale“, „Queen Anne“, „Regency“, „Victory“, „Hepplewhite“, „Federal“, von denen unklar ist, ob und ab wann auch Flügel mit ihnen gefertigt wurden. |
| 1948 #324.000          | Beschriftung „NA“ auf Klaviaturrahmen entfallen, die die New Yorker Klaviaturen zuvor kennzeichnete. NA = new action, neue Spielmechanik, die Accelerated Action. New York baut selbst in einem höheren Maß Klaviaturen als Hamburg. Hamburg lässt sich Klaviaturen von Kluge Keys, Remscheid zuliefern, deren Einzelteile teils von Louis Renner, Gärtringen, stammen. New York hat sehr lange die Teile der Klaviatur komplett selbst gefertigt, dann die Tasten zugekauft von Pratt, später auch von Kluge, und fertigt bis heute die Hammerstiele und die Hämmer selber. Die Repetitionen, die Verbindungsglieder, hat New York ebenso sehr lange selbst gefertigt, jedoch nun auch schon seit Langem von Renner bezogen – nicht nach dem Renner-Design, sondern weiterhin nach dem Design, das Henry und Theo Steinweg in der Zeit 1860 bis 1875 vorgaben, mit einer einzigen winzigen Änderung in ca. den 1910er Jahren – den Hammerstößel-Anschlag im Repetitiosnsschenkel per Schraube einstellbar zu machen, eine Änderung von Henry Ziegler. Beschriftung „Ivory“ entfallen, die zur Unterscheidung von Celluloid nützlich war. |
| 1949 #328.000          | Optik-Änderungen bei den B, Konzertpolitur, Mahagoni, Walnuss |
| 1950 #331.000          | Änderungen der Schriftausführungen („Decalcomania“), auch bei Renovierungen von Flügeln |
| 1953 #340.000          | 100. Jubiläum Mai: Zink-plattierte Stimmnägel Buch „People and Pianos“ von Theodore E. Steinway aus Anlass des einhundertjährigen Firmenjubiläums |
| 1955 #346.500          | Ab Juni: Stimmnägel nickel-plattiert Platten mit Schrumpflack |

### 1957–1972: Ära Henry Z. Steinway
| Jahr SN#      | Änderungen, Neuerungen |
| 1956          | Elfenbein gestoppt, Ersatz durch „composition key covering“, eine Mischung aus weicherem Kunststoff, in den härtere Partikel eingebettet sind, zur Erzeugung vergleichbarer Reibung. Diese Änderung wurde vom letzten Familien-Präsidenten Henry Z. Steinway vorangetrieben, jedoch wurden die Konzertflügel zunächst davon ausgenommen. Die Restriktionen zum Handel mit Elfenbein überwacht die internationale CITES-Organisation mit Sitz in Paris. Ersatzmaterialien im Klavierbau wurden Knochenstücke, teils auch Mammut-Elfenbein aus russischen Quellen, und eben vielerlei Oberflächen aus Kunststoffmaterialien. Die einen Pianisten kommen mit Kunststoff problemlos zurecht, andere schwitzen stark an den Fingern und möchten ein Material, das den Schweiß aufnehmen kann. Hierfür ist Elfenbein ideal, bis heute ist in dieser Hinsicht nichts Besseres bekannt. Auf Sonderwunsch sind heute – zu allerdings sehr hohen Preisen – wieder Elfenbein-Auflagen aus dem natürlichen Ableben bekannter Elefantenbestände mit CITES-Zertifikat verfügbar. |
| 1959 #362.000 | Schrumpflackierte Platten enden. Nun wieder wie zuvor „smooth finish“ Juli: Dämpferhebel mit Nüssen, experimental, in Produktion ab Dezember Oktober: neuer Schrifttyp an den D und den Konzertausführungen der B |
| 1961 #370.000 | Dezember: Entscheidung für Teflon-Buchsen in der Flügelmechanik (nur New York). Siehe die Erläuterungen unter 1982, dem Jahr des Entfalls. |
| 1962 #375.000 | März: Beginn der Teflon-Installation |
| 1963 #380.000 | März: Hexagrip-Patent (Stimmstock) Stempel [EBONIZED] auf den Platten von „ebonized“ (schwarz lackierten) Flügeln entfallen |
| 1964 #385.000 | Januar: letzte nicht vollständig mit Teflonbuchsen ausgerüstete Flügel |
| 1967 #400.000 | Hamburg: D-Flügel #400.000 |

### 1972–1985: Ära CBS
| Jahr SN#      | Änderungen, Neuerungen |
| 1977 #450.000 | Plattenänderungen an der Auflage bei L, S und M („plate wedge“, nach einem Patent vom Mai 1872 (sic)) |
| 1978 #455.300 | Ovales Medaillon auf den Platten |
| 1982 #478.500 | Grand Permafree Bushings II, Ablösung der Teflon-Buchsen Zwanzig Jahre lang stritten sich die Techniker um die Teflon-Buchsen. Steinway New York wollte sie als modern einführen und auch Hamburg dazu zwingen, doch die Hamburger Techniker waren nicht überzeugt. Es stellte sich heraus, dass die Nicht-Aufnahme von Feuchtigkeit ins Teflon mit den wechselnden Jahreszeiten ein Geräuschproblem erzeugen konnte, weil das umgebende Holz wuchs und schrumpfte, Teflon jedoch nicht: Dies machte sich mit leisen Klick-Geräuschen bemerkbar – ein Phänomen, das auch geübte Klavierstimmer und Techniker nicht wegbekommen konnten. Dieser Einsicht verschloss sich das letzte Familienmanagement unter Henry Z. Steinway. Erst der Besitzerwechsel auf CBS führte zu einem radikalen Wechsel. Man kehrte zu den filzgekleideten Lagerungen zurück, imprägnierte jedoch den Filz mit einer Flüssigkeit, in der kleinst vermahlene Teflon-Partikel gelöst waren, um das Gesicht zu wahren. Die Lagerungen heißen seither „permafree bushings“, und auf Anfrage wird einem mitgeteilt, dass darin „selbstverständlich“ modernes Teflon enthalten ist, also kein Rückschritt. Zum genauen Identifizieren lese man sich in die drei wesentlichen Komponenten der Flügelmechanik ein: 1- die Taste, filzgelagert auf einem Waagestift und einem Führungsstift, 2- der Hammer mit Stiel und Gelenk, der sogenannten „Nuss“, die mit einem winzigen Drahtstift samt zwei Filzröhrchen gelenkig gelagert ist, 3- dem Verbindungsglied zwischen Taste unten und Hammer oben, der sogenannten Repetition – ein dreiecksförmiges Holzrähmchen extrem schlauer Konstruktion nach einem Konzept von Sébastien Érard von 1821, die „doppelt-englische“ Repetition, in dem gleich drei dieser winzigen Drähte in ihren Filzlagern Dienst tun. Die Einzelteile all dessen, jedes Stück Holz, jedes Stück Draht und Metall, jedes Stück Filz einzeln gezählt, machen von den ca. 12.000 Einzelteilen des Flügels ca. 90 % aus. |
| 1984 #488.000 | Spielmechanik-Änderung, New Yorker Röllchen 1 mm weiter weg von Achse, wie Hamburg (16 => 17 mm) |
| 1985 #493.000 | Zulieferer-Wechsel für Tasten, von Pratt Read (sugar pine) zu Kluge (bayr. Fichte) |

### 1985–1995: Ära Birmingham
| Jahr SN#      | Änderungen, Neuerungen |
| 1988 #507.700 | D-Flügel #500.000 |
| 1992 #523.500 | B-Flügel, Kurve des „V-Bars“ (Plattenstütze, die links von der Seriennummer nach hinten rechts zu den Anhangstiften läuft) modifiziert Juni: Patent auf Hammer-Verstärkung („Acrylic Copolymer“, Tränkung der Hammerstiele mit aushärtender Kunststofflösung) |
| 1993 #527.000 | Crown Jewel Collection |
| 1995 #533.500 | „Instruments of the Immortals“, Schmuck-Flügel mit Bezug auf die Werbekampagne der 20er Jahre, „Instrumente der Unsterblichen (Pianisten)“, mit Gehäuse-Stilkopien der 1880er bei B- und L-Flügeln                                                            |

### 1995–2013: Ära Kirkland-Messina
| Jahr SN#      | Änderungen, Neuerungen |
| 1996 #537.200 | Umstellung der Mechanikteile in New York von Herrburger Brooks auf Renner |
| 1997 #540.000 | 100 L- und 100 B-Flügel aus Anlass 200 Jahre H.E. Steinway, Replicas der J.-B.-Tiffany-Gehäuse |
| 2000 #549.500 | Tricentennial-Flügel nach Design Dakota Jackson aus Anlass der Erfindung des Klaviers durch Bartolomeo Cristofori in den Uffizien von Florenz um 1700 |
| 2004          | Änderung bei den B-Flügeln mit anderen Agraffen 12–36, erstes Projekt der „Continuous Improvements“ wie in Hamburg bei #568.816 |
| 2005 #574.500 | Erweiterung des Buchs „People and Pianos“ mit weiteren Kapiteln von Henry Z. Steinway Wiederaufnahme des A-II-Designs, das in New York 1914 eingestellt worden war, #568.679 Juni: zweites CI-Projekt, alle A und B werden seither mit neuer Plattenkonfiguration, Tastenrahmen, Mechanikgestell, anderer Duplex-Sala, Gehäuseveränderungen („new case and top configuration“) ausgeliefert. |
| 2006 #578.500 | Letzte L-Flügel #574.161 und 574.676 Mai: Synthetikleder (Escain) für Fänger, Röllchen und Balancier November: „Henry Ziegler Steinway Collection“ Art-Case-Flügel, 91x O, 91x B, 2x D in East India Palisander |
| 2007 #582.500 | Juni: Revidierte Neuauflage des „Worldwide Technical Reference Guide“, die technische Anleitung bzw. Vorschrift zu Service-Arbeiten an Steinway-Flügeln Juli: Birke statt Walnuss für Auflagen zur Einstellung der Mechanik-Höhe über dem Klaviaturrahmen |
| 2008 #584.600 | Februar: William Steinway Collection Art Cases; 115x A und B, 2x D, cabriole legs (Löwentatzenbeine) und durchbrochene Notenpulte im Stil der viktorianischen Schmuckflügel vor 1880 Juli: Aufbringen der Seriennummer per Transferdruck ab #581.877 |
| 2009 #587.500 | Alle D mit kurzen New-York-Beinen und Hamburger Konzerflügelrollen ab #584.808 |
| 2010 #589.500 | Alle Flügel mit enger gesetzten Hammernüssen der Noten 69–88 „John Lennon Imagine“-O-Flügel in weißem Polyester, limitierte Serie ab #587.743 Oktober: Änderung Notenpult, ab #588.688 |
| 2018          | Sonderedition Elbphilharmonie, B-211 und O-180 |